# Oodinium
Oodinium è un genere di dinoflagellati parassiti unicellulari dei pesci. Si tratta dell'agente patogeno della malattia nota come oodiniasi, frequente nei pesci d'acquario sia d'acqua dolce che marina.

## Descrizione
La morfologia di questo dinoflagellato è fortemente modificata a causa dello stile di vita parassitario. Lo stadio patogeno è piriforme, sessile e privo di flagello, di dimensioni massime di 100 µm. In questo stadio sessile si può osservare il nucleo cellulare ovale; il colore generale della cellula è brunastro o giallastro. Lo stadio infettante (dinospora) è rotondeggiante; presenta i solchi longitudinale e trasversale e i due flagelli (di cui solo uno esterno) tipici dei dinoflagellati. La cellula della dinospora è inoltre dotata di una macchia oculare di colore rosso; misura mediamente 15 µm.

## Ciclo vitale
La dinospora si fissa sul tegumento dell'ospite mediante rizoidi citoplasmatici che penetrano a piccola profondità e grazie ai quali il parassita assorbe il nutrimento costituito dal contenuto delle cellule epiteliali. Quando la cellula del parassita ha raggiunto le dimensioni idonee si distacca dal tegumento e va incontro alla divisione cellulare liberando un elevato numero di dinospore che ricominciano il ciclo. Le dinospore muoiono se non si fissano a un ospite entro 24 ore.

## Patologia
L'oodiniasi può colpire la mucosa della pelle, delle branchie o, più raramente, dell'intestino. I rizoidi del parassita causano la lisi delle cellule con cui vengono in contatto. La dimensione delle cellule adulte di Oodinium può raggiungere i 100 µm e questo le rende visibili a occhio nudo come una "polverina" molto sottile che ricopre aree del tegumento, meglio visibile a luce radente. Quando l'infestazione è molto grave il pesce prende un aspetto vellutato, in seguito si staccano porzioni di mucosa e di solito l'ospite muore in tempi brevi. Quando il parassita colpisce le branchie (la pelle può non essere coinvolta) si manifesta come respirazione accelerata e piccole emorragie. La malattia ha una progressione molto lenta. Nei pesci d'acqua dolce la malattia è causata da Oodinium pillularis e da Oodinium limneticum (quest'ultimo noto solo per l'America settentrionale) mentre nei pesci marini il patogeno è Oodinium ocellatum.

## Terapia
La terapia per questa affezione può non richiedere la chemioterapia, infatti uno dei metodi più antichi per la cura dell'oodiniasi è il cosiddetto "trattamento termico" che consiste nell'innalzare la temperatura dell'acqua fino a 33/34 °C per un periodo da 24 a 36 ore. Non tutte le specie ittiche però tollerano questo trattamento. In alternativa possono essere utilizzato il solfato rameico o il chinino.